# Lavercantière
Lavercantière è un comune francese di 259 abitanti situato nel dipartimento del Lot nella regione dell'Occitania.

## Società

### Evoluzione demografica
Abitanti censiti